# The Migil Five
The Migil Five (soms gespeld The Migil 5) was een Engelse pop, rhythm and blues en (oorspronkelijk) jazzgroep van begin tot halverwege de jaren 1960, waarvan de grootste hit een bluebeat versie was van Mockin' Bird Hill.

## Discografie

### Singles
| Single met eventuele hitnotering(en) in de Nederlandse Top 40 | Datum van verschijnen | Datum van binnenkomst | Hoogste positie | Aantal weken | Opmerkingen |
| ------------------------------------------------------------- | --------------------- | --------------------- | --------------- | ------------ | ----------- |
| Tijd voor Teenagers Top 10                                    |                       |                       |                 |              |             |
| Mockin' Bird Hill                                             | 1964                  | 13-6-1964             | 10              | 2            |             |